# Marcello Passari
Marcello Passari, o Marcello Passeri (Ariano, 7 giugno 1678 – Roma, 25 settembre 1741), è stato un cardinale e arcivescovo cattolico italiano.

## Biografia
Nacque il 7 giugno 1678.
Ordinato sacerdote nel 1702, fu canonico del capitolo della cattedrale di Ariano e vicario generale fino al 1709.
Papa Clemente XII lo elevò al rango di cardinale nel concistoro del 28 settembre 1733.
Morì il 25 settembre 1741 all'età di 63 anni.

## Genealogia episcopale
La genealogia episcopale è:
- Cardinale Sigismund von Kollonitz
- Cardinale Mihály Frigyes von Althann
- Cardinale Juan Álvaro Cienfuegos Villazón, S.I.
- Cardinale Marcello Passari